# Невлер Ілля Мойсейович
Ілля Мойсейович Невлер (рос. Илья Моисеевич Невлер; 1896 — 26 квітня 1938) — радянський державний і партійний діяч, перший секретар Киргизького обласного комітету РКП(б) впродовж кількох тижнів 1925 року. Був репресований, реабілітований 15 червня 1957 року.

## Життєпис
Походив з родини єврейського приватного зброяра Мойсея Мойсейовича Невлера, якого 1901 року було взято під нагляд поліції. Освіти практично не мав. Його старший брат, Павло, був професійним революціонером і партійним функціонером, який залишив по собі спогади «Люди в рогожах» про Іжевсько-Воткінське повстання.
1918 року Ілля Невлер вступив до лав РКП(б). Від січня до серпня 1925 року обіймав посаду відповідального секретаря Пішпекського окружного комітету РКП(б). Після цього тимчасово виконував обов'язки першого секретаря Киргизького обласного комітету РКП(б).
У 1926—1927 роках був заступником секретаря Вологодського губернського комітету РКП(б). Від березня 1928 до серпня 1929 року займав пост першого секретаря Владикавказького окружного комітету РКП(б)/ВКП(б). Останнім місцем його роботи став Красногвардійський районний комітет ВКП(б) Москви, де він обіймав посаду інструктора.
20 березня 1938 року заарештований. 26 квітня того ж року засуджений до вищої міри покарання, розстріляний того ж дня. Реабілітований 15 червня 1957 року.